# Jardin d'Estrela
Le Jardim da Estrela, rebaptisé plus tard Jardim Guerra Junqueiro, est un jardin public situé à Lisbonne, une de ses entrées étant située devant la Basilique d'Estrela.
Le jardin d'Estrela a été construit dans le style des jardins anglais, avec une inspiration romantique. Il s'étend sur 4,6 hectares et est ouvert au public tous les jours, de sept heures du matin à minuit.

## Description
Les canards et les carpes du lac apprécient la nourriture que certaines personnes apportent, et le jardin dispose également d'un café et de magnifiques parterres de fleurs. L'un des points centraux du jardin est le kiosque à musique vert en fer forgé, où les musiciens jouent pendant les mois d'été. Ce kiosque à musique a été construit en 1884 et était à l'origine situé dans le Passeio Público avant la construction de l'Avenida da Liberdade, après avoir été transféré dans le jardin en 1936. Près des étangs du jardin, on trouve des canards colverts, des cygnes et des oies. Les autres oiseaux existants sont les paons, les perruches à collier et les perruches youyou.

## Histoire
Les travaux de construction commencèrent en 1842, étant interrompus entre 1844 et 1850, en raison de la situation politique troublée. Le jardin a été officiellement inauguré le 3 avril 1852. Dans la seconde moitié du XIXe siècle, le Passeio da Estrela était à la mode et possédait à l'époque des éléments qui n'existent plus, comme des serres, des kiosques et un pavillon chinois.

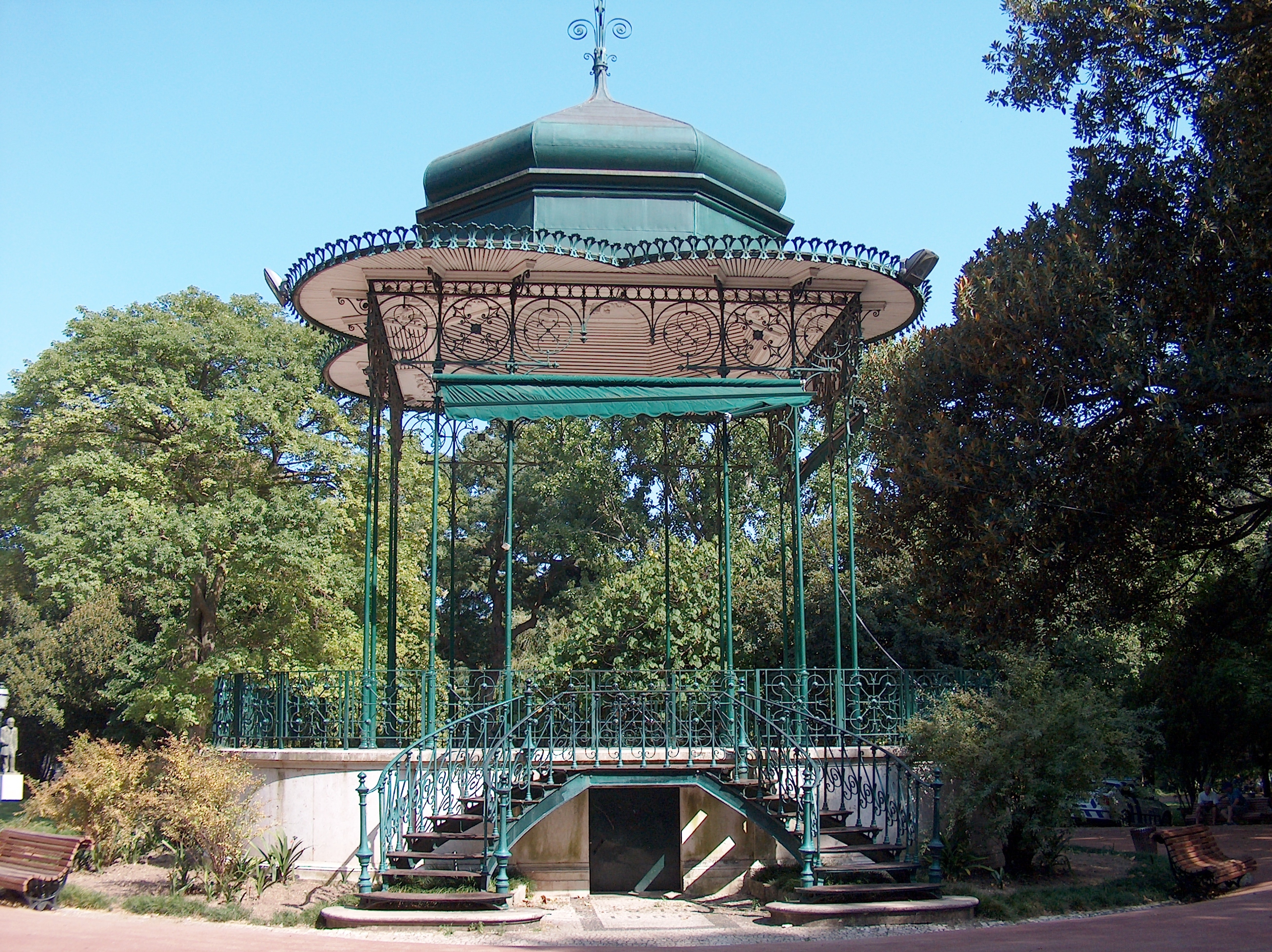
Kiosque à musique

Au nord du Jardim da Estrela, dans le Cimetière des Anglais, se trouve la tombe de Henry Fielding, romancier et dramaturge anglais décédé à Lisbonne à l'âge de 47 ans et dont le dernier ouvrage, publié à titre posthume, raconte son voyage au Portugal réalisé en une vaine tentative de recouvrer la santé.

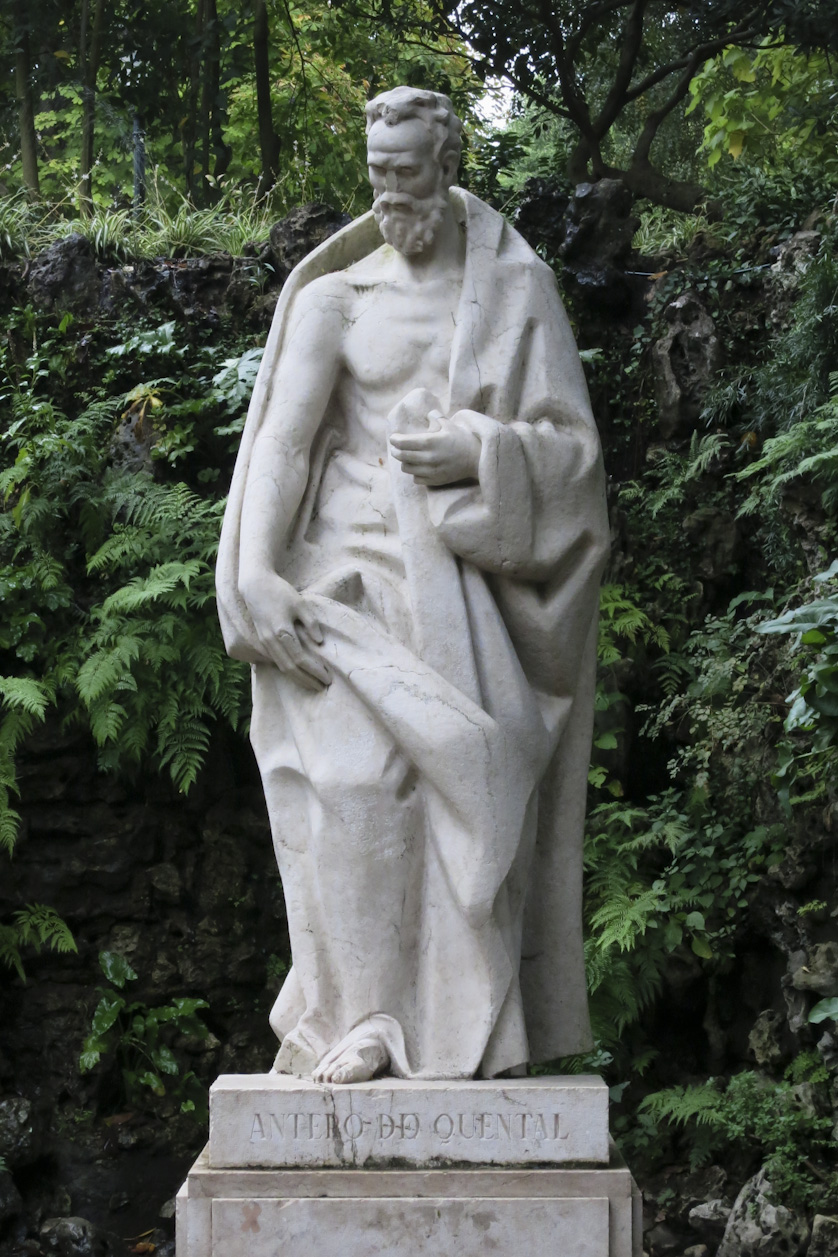
Antero de Quental (1946), statue de Barata Feyo

## Statues
- Fontaine de vie
- Buste d'Antero de Quental, de 1946-1951 par Salvador Barata Feyo (1948)
- Buste de l'acteur Taborda, réalisé en bronze par Costa Motta (neveu) (1914)
- Filha do Rei Guardando Patos ou la Guardadora de Patos, de Costa Motta (neveu) et Francisco Santos (1914), située au milieu d'un des lacs du jardin.
- Cavador, de 1913 et écrit par Costa Motta (oncle)
- Réveil, de 1911-1921 par José Simões de Almeida (neveu)